# Hans van der Heijde
Hans van der Heijde (1954) is een Nederlands politicoloog, auteur en bridgejournalist.
Van der Heijde studeerde politicologie, was daarna werkzaam als docent maatschappijleer in het middelbaar onderwijs en is sinds 1990 werkzaam als docent aan de lerarenopleiding van de Noordelijke Hogeschool Leeuwarden. Ook was hij redacteur en hoofdredacteur van het vakblad Maatschappij en Politiek. Van der Heijde publiceert zowel op zijn vakgebied als ook in romanvorm en is tevens jarenlang werkzaam als bridgejournalist en literatuurrecensent voor de Leeuwarder Courant en het Dagblad van het Noorden.